# Aristolochia insignis
Aristolochia insignis là một loài thực vật có hoa trong họ Aristolochiaceae. Loài này được Verschaff. mô tả khoa học đầu tiên năm 1868.